# کوتاه‌ترین روز
کوتاه‌ترین روز (به ایتالیایی: Il giorno più corto) یک فیلم سینمایی کمدی ایتالیایی محصول سال ۱۹۶۳ به کارگردانی سرجو کوربوچی است. این اثر، نسخه هجو شده فیلم جنگی طولانی‌ترین روز می‌باشد و نقش‌های اصلی را چیچو اینگراسیا و فرانکو فرانکی را بازی می‌کنند. همچنین ده‌ها بازیگر مشهور دیگر، از سینمای اروپا و آمریکا، برای جلوگیری از ورشکستگی شرکت تولیدکننده تیتانوس، توافق کردند که در این فیلم به صورت رایگان ظاهر شوند.

## داستان
دو سیسیلی، فرانکو و سیچیو، از یک شهر کوچک در سیسیل برده می‌شوند و با واحدی در ارتش ایتالیا که باید در جنگ جهانی اول با نیروهای اتریشی بجنگد، به آنجا منتقل می‌شوند. با پایان جنگ، فرانکو و سیچیو، بیش از هر زمان دیگری دست و پا چلفتی، به ایتالیا بازگشتند اما خود را از کار بیکار کردند.